# Pete Turner (Fotograf)
Donald Pete Turner (* 30. Mai 1934 in Albany (New York); † 18. September 2017 in Long Island) war ein amerikanischer Fotograf, der durch seine intensive Farbgestaltung hervorgetreten ist. PDN zufolge gehört er zu den 20 einflussreichsten Fotografen aller Zeiten.

## Leben und Wirken
Turner beschäftigte sich seit 1945 mit dem Fotografieren, zunächst in Schwarz/Weiß; seit 1948 machte er Erfahrungen mit der Farbfotografie. Er studierte von 1952 bis 1956 am Rochester Institute of Technology bei Ralph Hattersley, Robert Bagby, Les Strobel und Minor White mit seinen Kommilitonen Bruce Davidson und Jerry Uelsmann. Bereits 1956 erschien eine erste Arbeit von ihm in Popular Photography Annual. Während des sich anschließenden Wehrdienstes arbeitete er im Farblabor der US-Armee. 
Schon damals nahm er Kontakt zu dem Plattenproduzenten Creed Taylor auf, für den er seit 1959 die Fotos für zahlreiche Alben gestaltete; zunächst waren dies Bilder von Musikern, später häufig aufgrund der Farbgebung sehr abstrakt wirkende Objekt- und Landschaftsfotografien. Für das National Geographic Magazine und die Wohnwagenfirma Airstream Trailer Company ging er 1959 auf eine erste Fotoexpedition von Kapstadt bis nach Kairo. Dabei entstehende Fotografien konnte er auch an das Horizon Magazine und an Museen verkaufen. 1961 dokumentierte er den Niedergang des amerikanischen Eisenbahnwesens in einer Fotoserie für das Magazin Esquire. In den nächsten Jahren arbeitete er auch als Film- und als Werbefotograf, erhielt aber immer wieder von Zeitschriften Aufträge für Fotoreportagen in fernen Ländern.
Bereits 1968 zeigte er seine Werke in Einzelausstellungen auf der Photokina und im George Eastman House. 1981 zeichnete die American Society of Media Photographers ihn für seine herausragenden fotografischen Leistungen aus. 1986 veröffentlichte Turner seinen ersten Bildband, Pete Turner Photographs (Abrams Books). 2001 erschien sein zweites Buch, Pete Turner African Journey (Graphis Inc.), das Turners Aufnahmen aus Afrika zusammenfasst. 2006 veröffentlichte er The Color of Jazz (Rizzoli), eine Auswahl von 80 seiner Fotos, die die Schallplatten von CTI Records und anderen Labels schmückten. 2007 zeigte das Eastman House aus seinem Gesamtwerk Pete Turner: Empowered by Color.